# Grižane-Belgrad
Grižane-Belgrad falu Horvátországban, Tengermellék-Hegyvidék megyében. Közigazgatásilag Vinodolhoz tartozik.

## Fekvése
Fiumétól délkeletre, Crikvenicától 4 km-re északkeletre, meredek sziklák alatt fekszik. Területe rendkívül gazdag vizekben, művelhető földekben és jól védhető fennsíkokban.

## Története
Területe már a bronzkorban és a vaskorban is lakott volt. A Grižane település feletti 250 méter magas sziklacsúcson állt egykor Grižane (Belgrad) vára, mely a Frangepánok idején a Vinodol egyik fő stratégiai védelmi létesítménye volt. A vár 1288-ban, a vinodoli törvénykönyv születése idején már állt. Maradványaiból látható, hogy a szabálytalan négyszög alaprajzú volt, sarkain hengeres tornyokkal. A vár feltehetően a Vinodoli völgyet sújtó 1323-as földrengésben súlyosan megrongálódott. A grižanei birtok később a Zrínyieké lett, Zrínyi Péternek 360 jobbágya volt itt. Miután Zrínyi Pétert 1671-ben Bécsújhelyen kivégezték a várat császári parancsra Gall zenggi alkapitány kifosztotta. Később Zrínyi Miklósnak a császár hűségén maradt fia Zrínyi Ádám visszakapta. Miután 1691-ben ő is elesett a szalánkeméni csatában örökös hiányában birtoka a magyar kamarára szállt, majd az osztrák kamaráé lett, de kijavítás hiányában állapota egyre romlott. A vár falai évszázadokig ellenálltak az enyészetnek, azonban néhány évvel ezelőtt az egész déli oldala megcsúszott és a hegy lábánál látható kőhalmazzá vált.
Belgrad falu területét 1462-ben kapták adományként a crikvenicai pálosok. Crikvenica ekkor még csak Grižane kikötője volt. 1463-ban ide és a szomszédos Grižanébe helyezték a modrus-korbáviai püspökség vinodoli káptalanjának székhelyét. A kanonokok házai a település nyugati részén álltak egészen a 15. század végéig. A keleti rész volt a jobbágyok faluja és a nyugati résznek mintegy előtelepüléseként szolgált. A házak előtt haladt el a nép által Belgradnak nevezett várba vezető út. A faluban kis templom romjai találhatók és több glagolita felirat is előkerült. Belgrad lakói később kitelepültek, így a falu mára elnéptelenedett.
A településnek 1857-ben 2632, 1910-ben 3931 lakosa volt. A trianoni békeszerződésig Modrus-Fiume vármegye Crikvenicai járásához tartozott. A két háború között Jugoszlávia része volt. 1941 tavaszán olasz csapatok szállták meg és április 10-én német és olasz gyámság alatt létrejött a Független Horvát Állam. 1943 őszén az olasz kapitulációt követően német csapatok szállták meg. 1945 áprilisában szabadult fel és ismét Jugoszlávia, majd a független Horvátország része lett. 2011-ben 934 lakosa volt.

## Lakosság

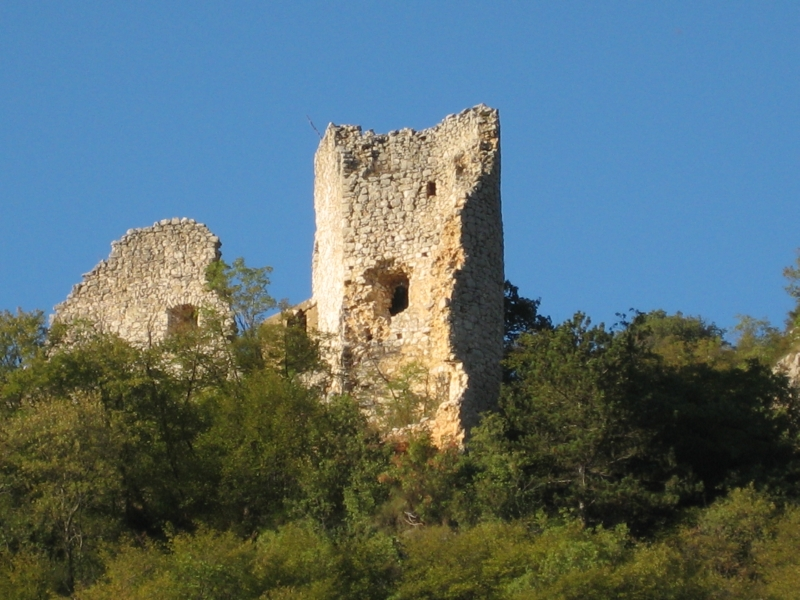
Grižane várának romjai

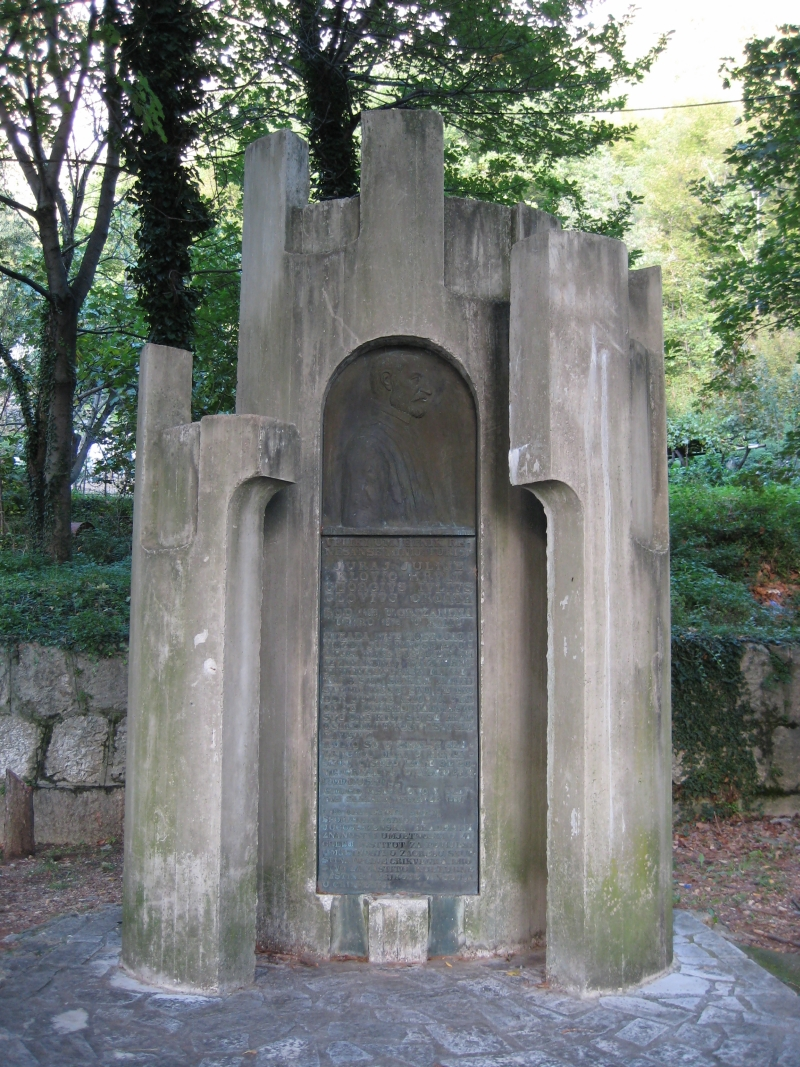
Giorgio Giulio Clovio emlékműve

| Lakosság változása | Lakosság változása | Lakosság változása | Lakosság változása | Lakosság változása | Lakosság változása | Lakosság változása | Lakosság változása | Lakosság változása | Lakosság változása | Lakosság változása | Lakosság változása | Lakosság változása | Lakosság változása | Lakosság változása | Lakosság változása |
| ------------------ | ------------------ | ------------------ | ------------------ | ------------------ | ------------------ | ------------------ | ------------------ | ------------------ | ------------------ | ------------------ | ------------------ | ------------------ | ------------------ | ------------------ | ------------------ |
| 1857               | 1869               | 1880               | 1890               | 1900               | 1910               | 1921               | 1931               | 1948               | 1953               | 1961               | 1971               | 1981               | 1991               | 2001               | 2011               |
| 2632               | 3151               | 3294               | 3501               | 3789               | 3931               | 3394               | 2773               | 1689               | 1581               | 1295               | 1197               | 987                | 889                | 840                | 934                |

## Nevezetességei
- Grižane (népi nevén Belgrad, régi magyar nevén Grizsán) várának romjai a falu feletti 250 méter magas hegyen. Az egykor négy saroktornyos várból mára csak a két északi saroktorony egy része áll.
- Grižane 1599-ben Szent Márton tiszteletére szentelt plébániatemploma eredetileg egyhajós épület volt, homlokzata felett harangtoronnyal. 1906-ban V. Rauscher tervei szerint két új hajóval bővítették, de ennek következtében elveszítette gótikus építészeti jegyeit és historikus jelleget kapott. A templom kincstárában értékes gótikus és barokk felszerelési tárgyakat őriznek. Keresztelőútján glagolita felirat látható.
- Belgrad Havas Boldogasszony tiszteletére szentelt temploma a Belgrad feletti fennsíkon található. A templom bejárata felett, mely a harangtorony alsó részén vezet át hosszú glagolita felirat látható, mely a templom építéséről és építőiről emlékezik meg. A templomot 1640-ben bővítették és hosszabbították, egyúttal szentélyét északi irányba tájolták. A régi szentélyből a bejárattól jobbra nyíló oldalkápolna lett. A templom elé két emelet magas harangtornyot építettek. Az 1611-ből származó régi kápolnát beépítették az új templomba. Az oltár a 18. században készült. A templom alatti sírboltban a környék jeles lakói temetkeztek.
- Badanj várának romjai[4] a Tribalj - Crikvenica út fölött találhatók. A várnak ovális alaprajza van, két védőfal gyűrűvel. Az épületegyüttesből fennmaradt egy jó állapotú torony egy ciszternával. Rétegezett faragott törmelékkőből épült. Építésének első szakasza a liburn limes a 4. században történő megerősítésének idejéből származik, amikor a Tarsatica - Senia utat ellenőrizte. A 6. és 8. század között bővítették, majd később a katonai-politikai hatalmi központjává (zsupánsági vár) vált. Jelentőségét a 13. században veszítette el, amikor elhagyták. Az 1321-es földrengés romba döntötte. Az erőd különlegességei a keleti részén található, jól megőrzött latrinák, amelyek megerősítik e menedékhely jelentőségét a liburniai limes rendszerében, amelyben veszély esetén sok embernek kellett egyidejűleg tartózkodni.[5]
- Környéke vadászok és sziklamászók paradicsoma.
- A településen több mint százéves tamburazenekar működik.

## Híres emberek
Itt született 1498-ban Giorgio Giulio Clovio (Juraj Julije Klović) korának egyik legnevesebb miniatúra festője.